# Гайдебуров, Павел Александрович
Павел Александрович Гайдебуров (1841, г. Николаев — 31 декабря 1893 [12 января 1894], Санкт-Петербург) — русский общественный деятель и революционер-демократ, либеральный народник. Был также известен как журналист, литератор и издатель.

## Биография
Родился в семье священника, Александра Иосифовича Гайдебурова, известного, кроме прочего тем, что он крестил будущего флотоводца С.О.Макарова. В семье было шестеро детей.
По семейному преданию, предок Гайдебуровых Гайдабура был куренным атаманом в Запорожской Сечи.

П.Гайдабуров получил домашнее образование. В своем автобиографическом очерке он писал:
«Я жил в доме отца до 11-летнего возраста, и этот период моего детства оставил во мне самые радостные и светлые воспоминания. Отец имел в то время значительные средства, и будучи человеком очень умным и весьма, по своему времени, прогрессивным, обставил мое домашнее воспитание наилучшими условиями. Выученный грамоте самим отцом по совершенно новому тогда в России звуковому методу, я 4-х лет свободно читал всякую книгу, служа для отца живым аргументом в его страстной пропаганде нового метода, а на 11-м году был уже приготовлен к 3-му классу гимназии, причем некоторые предметы были мне знакомы даже в большем объеме, чем требовалось по программе; так например, немецкий язык я знал настолько, что 10-ти лет мог перевести для отца брошюру о разведении и содержании канареек (которых у нас в доме был целый завод); кроме того, я учился пению и музыке (на скрипке). Рядом с умственным моим воспитанием шло и физическое <...>. Живя в большом военном городе, где у отца было много знакомых, я вместе с тем не был чужд и сельской жизни, гостя нередко в имении родственников моей матери (она принадлежала к дворянской семье), или проводя по нескольку дней с косарями в степи, где у отца были свои покосы; кроме того, в нашем собственном доме, в Николаеве, имелось целое хозяйство, с разнообразными сортами птицы, рогатого скота, лошадей и даже с верблюдами. В этой обстановке, под крылом нежной и необычайно кроткой матери, я прожил до 11-ти лет, когда был отвезен в Херсон, в гимназию, где оставался до окончания курса, проживая частию у родных, а частию в гимназическом пансионе».
После окончания Херсонской гимназии в 1857 году поступил на юридический факультет Петербургского университета, где стал одним из лидеров молодежи и откуда в 1861 году был исключëн за участие в студенческих беспорядках. Содержался в Петропавловской крепости, затем под находился под полицейским надзором.
П. Гайдебуров активно печатался в газетах «Очерки», «Санкт-Петербургские ведомости», журналах «Сын отечества», «Искра», «Русское слово», «Библиотека для чтения», «Иллюстрация» и других. Поместил в ежемесячнике «Современник» (1861, № 5) свой перевод с украинского на русский язык поэмы «Гайдамаки» Т. Шевченко, сопровождаемый своим стихотворением «Песни» с примечаниями. С этим журналом сотрудничал также как прозаик, был автором рубрики «Провинциальных обозрений», писал передовые статьи по внутренним вопросам. В 1862 году в «Основе» вëл раздел «Современная южнорусская летопись».
В 1863 году П. Гайдебуров открыл в столице книжный магазин и читальню, где осуществлял демократическую пропаганду, заподозренный в распространении нелегальной прокламации «Свобода», подвергся обыску. В 1866 издал книгу «Рассказы о великих людях средних и новых времен», в которой поместил ряд биографий, в том числе Яна Гуса, Джордано Бруно, Джорджа Вашингтона, Авраама Линкольна и других.

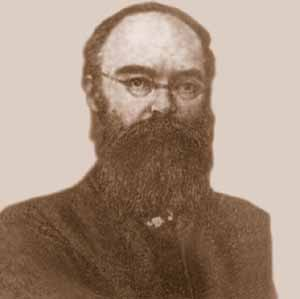
Павел Александрович Гайдебуров

В 1866 году начал вести в «Современнике» рубрики «Провинциальных обозрений», с 1867 г. — редактор газеты «Гласный суд», заведовал отделом беллетристики журнала «Дело».
В 1868 году П. А. Гайдебуров привлекался к следствию за произнесение речи на похоронах Д. И. Писарева.
С 1869 года П. Гайдебуров — один из авторов и издателей, а с 1875 г. — единоличный владелец еженедельной газеты «Неделя» (о́ргана либеральных народников), которая с 1878 выходила с приложениями. Под его редакцией «Неделя» заняла видное место в русской журналистике. Привлек к сотрудничеству в ней К. Кавелина, Н. Михайловского, Д. Мордовцева, М. Салтыкова-Щедрина и ряд других. В течение первых 8 лет участия в «Неделе» Гайдебуров помещал в каждом номере передовые статьи, а впоследствии много лет подряд писал «литературно-житейские заметки». Отличительною чертою еженедельника, руководимого им, является глубокая преданность интересам народа.
В 1872 году совместно с писательницей Е. Конради опубликовал сборник «Русские общественные вопросы». Написал для него статьи «Реформы и русское общество» и «Личное объяснение, не лишенное общего интереса».
Поместил в сборнике работы социолога и публициста В. Берви-Флеровского, Н. Корфа, Н. Шелгунова и других.
П. Гайдебуров активно участвовал в работе Общества для пособия нуждающимся литераторам и учёным.

## Семья
Братья: 
- Пров Александрович Гайдебуров (1845—1900) — известный педагог-просветитель, меценат, краевед, проработавший в Первой Николаевской мужской гимназии преподавателем географии почти тридцать лет, с 7 ноября 1870 г. по 17 апреля 1910 г. Сотрудничал в журнале «Природа и Охота». В 1881 году написал «Исторический очерк Николаевской Мариинской гимназии» (со дня открытия до 1 января 1881).
- Вячеслав Александрович Гайдебуров (1850—1894) — журналист, поэт, публицист, в течение четырнадцати лет был ближайшим помощником Павла Алекандровича Гайдебурова по  редактированию газеты и выпускаемых книг.
- Евлогий Александрович Гайдебуров, полковник отдельного корпуса пограничной стражи, отдал 30 лет защите южных границ Российской империи.
- Жена — Евгения Карловна, урожд.Кемниц (ум. в 1900 г.).
  - Павел (1877—1960) — актёр, режиссëр, педагог, народный артист РСФСР (1940) .
  - Василий (1866—1940) — журналист, редактор, поэт (писал под псевдонимом Гарри)[6].
  - Вера (1865—1893). Умерла от скоротечного туберкулеза легких. Муж — Владимир Михайлович Владиславлев (1868—1943), историк, экономист, литератор и общественный деятель; внук М.М. Достоевского (сын его дочери Марии Михайловны Владиславлевой (урожд. Достоевской; 1844—1888).
    - Внуки (сыновья Веры Павловны):  Александр Владимирович Владиславлев (1891—1960), агротехник, экономист, позже – музыкальный и культурно-просветительский работник и Михаил Владимирович Владиславлев (1892—1960), юрист.